# Dorothy Woolfolk
Dorothy Woolfolk, de soltera Dorothy Roubicek (1 de octubre de 1913 - 27 de noviembre de 2000), fue una de las primeras mujeres en la industria del cómic estadounidense. Como editora de DC Comics, una de las dos compañías más grandes del sector, durante la década de 1940, período que historiadores y aficionados denominan la Edad de Oro del Cómic, se le atribuye haber contribuido a la creación del metal ficticio Kriptonita en la mitología de Superman.

## Biografía

### Primeros años y educación
Nacida como Dorothy Roubicek, Woolfolk se graduó de la escuela secundaria de la ciudad de Nueva York y nunca asistió a la universidad, pero, sin embargo, ganó premios en un programa de juegos de televisión de los años 50.

### Editora
Trabajó de 1942 a 1944 como editora en All-American Publications, una de las tres compañías que se fusionarían para formar la actual DC, antes de que Julius Schwartz tomara el control, luego pasó los siguientes dos años en Timely Comics, el predecesor de Marvel Comics en los años 40, y en 1948 fue editora en EC Comics.
Woolfolk declaró en 1993 que la invulnerabilidad de Superman le parecía aburrida, y que el héroe estrella de DC podría ser más interesante con un talón de Aquiles como las reacciones adversas a un fragmento de su planeta natal. Esto dio origen al famoso metal ficticio kriptonita, que apareció por primera vez en los cómics en la historia "¡Superman regresa a Kriptón!", acreditada al escritor Bill Finger, en Superman #61 (diciembre de 1949).
Después de criar a sus hijos Donald y Donna, la última de los cuales se convertiría en autora, Woolfolk regresó brevemente a los cómics en la década de 1970, editando Wonder Woman, Supergirl, Superman's Girl Friend, Lois Lane, Young Romance y otros títulos de superhéroes y romances de DC de 1971 a 1974. El artista de cómics Alan Kupperberg, quien trabajó con ella en DC Comics en la década de 1970, dijo en 2001:

Dorothy Woolfolk era realmente especial... Tallulah Bankhead, la tía Mame de los cómics. Me parecía que sus libros tenían buena pinta y los publicaba a tiempo. Gente como Liz Safian tuvo éxito gracias a Dorothy. Por no hablar de Sal Amendola, Howard Chaykin, Mary Skrenes y Alan Weiss.

 Su editor asistente en DC, Ethan Mordden, se convertiría en un destacado autor LGBT.

### Como escritora
También escribió ocasionalmente guiones de cómics, incluyendo un número indeterminado de historias de Wonder Woman en la década de 1940, lo que la convirtió en la primera escritora de esa serie y, junto con Ruth Atkinson y Ruth Roche, en una de las primeras mujeres escritoras de cómics. Woolfolk también escribió para la revista de ciencia ficción Orbit durante la década de 1950 y, en la década de 1970 y principios de la de 1980, fue autora de la serie de 10 libros de novelas juveniles de Scholastic Press sobre la detective adolescente Donna Rockford.

## Vida personal
Su segundo marido fue Walter Galli, dibujante de cómics de los años 30 y escritor de cómics de los años 40. Conoció a su tercer marido, el novelista William Woolfolk, durante su estancia en DC, cuando rechazó un guion que él había presentado para un cómic de Superman.
La hija de Woolfolk, Donna Woolfolk Cross, también es autora; su obra incluye la novela histórica Pope Joan (Ballantine, 1996).
Woolfolk, que vivió en el Upper West Side de Manhattan mientras trabajaba en cómics y como autora, se mudó a Norfolk, Virginia, en 1996. Dos años más tarde, comenzó a residir en el St. Francis Nursing Center en Newport News, Virginia, y murió en el Mary Immaculate Hospital de esa ciudad el 27 de noviembre de 2000.

## Premios
Woolfolk fue nominada todos los años desde 2001 hasta 2004 para su incorporación al Salón de la Fama de las Mujeres Caricaturistas.
En 2018, Woolfolk ganó el premio Bill Finger 2018 de la Comic-Con de San Diego.

## Libros

### Serie de misterio de Donna Rockford
- The Girl Cried Murder (título original: "Murder, My Dear!"; Scholastic, 1974) reedición de 1983: ISBN 978-0-590-05810-0
- Murder in Washington and the Body on the Beach — Serie de misterio doble de Donna Rockford (Scholastic, 1982) ISBN 0-590-32000-9
- Mother Where Are You? (Scholastic, 1982) ISBN 0-590-32519-1
- Who Killed Daddy? (Scholastic, 1982) ISBN 0-590-32520-5
- Death of a Dancer (Scholastic, 1982) ISBN 0-590-30955-2
- Murder by Moonlight (Scholastic, 1983) ISBN 978-0-590-32438-0
- How to Look Like a Winner (Scholastic, 1983) ISBN 0-590-31332-0
- Abbey Is Missing (Scholastic, 1983) ISBN 0-590-32864-6
- Mystery in Studio 13 (Scholastic, 1984) ISBN 0-590-32865-4